# Метакоммуникация
Метакоммуникация — это коммуникация по поводу коммуникации. Понятие о метакоммуникации основывается на гипотезе о том, что структура человеческой коммуникации сложна и коммуникация всегда осуществляется на разных логических уровнях (уровнях абстракции), которые контрастируют между собой. У каждой коммуникации есть аспекты, касающиеся содержания (информации) и отношений, при этом последний классифицирует первый и, следовательно, является метакоммуникацией.

## Метакоммуникация в теории Г. Бейтсона и группы Пало-Альто
Если принять все человеческое поведение за коммуникацию, «то мы будем иметь дело не с изолированной единицей сообщения, а с изменчивым и многогранным объединением многих форм поведения — вербальных, тональных, касающихся поз, контекстуальных и т. д., каждая из которых определяет смысл всех остальных.»
Простая коммуникация, заключающаяся в передаче сообщения (информации), будет невозможна без сопутствующих посланий, находящихся на другом уровне абстракции, которые кодируют или классифицируют информационное сообщение, находящееся в его контексте. Примеры подобных метасообщений (метакоммуникации): «Это шутка», «Это игра», «Это все по-настоящему», «Это угроза», «Я не шучу», «Это не угроза, а предупреждение» и т. д.
Коммуникация всегда не только осуществляет передачу информации, но и приводит к изменениям в поведении участников общения, то есть определяет отношения.
Здесь можно провести аналогию с компьютером, которому для работы необходимы не только информация (данные), но и информация об этой информации (инструкция), с помощью которой он «поймет», что нужно делать с данными. Инструкция, в сравнении с данными, будет находиться на более высоком логическом уровне и для компьютера она будет метаинформацией и одновременно — командой. Путаница между уровнями приведет к бессмыслице или к невозможности работы компьютера.
Таким образом, метакоммуникационные сообщения могут относиться к характеру взаимоотношений и определять их. Такая метакоммуникация называется также командным (кибернетическим) аспектом коммуникации, и она часто осуществляется на невербальном уровне (с помощью крика, изменения интонации, выражения лица, позы). «Это приказ» — самый просто пример командной коммуникации.
Разработкой понятия «метакоммуникация» и исследованием его роли в процессе человеческих взаимоотношений, а также в возникновении психологических, коммуникационных и семейных проблем занимались исследовательская группа Грегори Бейтсона в Пало-Альто. Было выявленено, что смешение уровней коммуникации (коммуникации и метакоммуникации) может приводить к парадоксам, проблемам различного характера и к безвыходному положению. Способность к соответствующей метакоммуникации является необходимым условием для нормальной коммуникации.
«Передающий аспект сообщения предоставляет информацию и, следовательно, синонимичен содержанию сообщения в человеческой коммуникации. Оно может быть о чем угодно, независимо от того, является ли данная информация правдивой или ложной, валидной, невалидной или бесспорной. Командный аспект относится к виду сообщения и, следовательно, в конце концов, к взаимоотношению между коммуникаторами…
Таким образом, например, сообщения: „Важно отпускать сцепление постепенно и плавно“ и „Только отпусти сцепление и трансмиссию мгновенно разрушит“ — имеют приблизительно одинаковое содержание (передающий аспект), но по-разному определяют взаимоотношения. Чтобы избежать недопонимания вышесказанного, мы бы хотели подчеркнуть, что взаимоотношения очень редко определяются обдуманно или полностью осознанно. Действительно, чем спонтаннее и „здоровее“ взаимоотношения,
тем больше командный аспект коммуникации отступает на задний план. Наоборот, „больные“ взаимоотношения характеризуются постоянной борьбой за характер взаимоотношений, в то время как передающий аспект коммуникации становится все менее и менее важным.»
Одна из самых распространенных ошибок человеческой коммуникации заключается в непонимании существования проблем на
метакоммуникационном уровне (взаимоотношений) и попытках разрешить разногласие на уровне содержания, на котором оно не существует. Такое псевдонесогласие может возникать в связи с какой-либо частной семейной ситуацией или вокруг обсуждения некоей научной гипотезы, но в настоящее разногласие будет находиться на уровне взаимоотношений и вращаться вокруг вопроса «кто здесь главный».
Среди теорий, на которые опирался Г. Бейтсон в ходе своих исследований, была теория типов Рассела и Уайтхеда, которая гласит: «То, что включает всю совокупность чего-либо, не должно включать себя». Рассел также указывал на то, что «небрежное обращение с понятием множества (класса), без проведения четкого различия между классом и его элементом» приводит к противоречиям, одним из примеров которых является парадокс Эпименида. По мнению Рассела, проблема заключается в смешении уровней абстракции (логических уровней). Класс — есть более высокий логический тип, чем его члены.
В статье «Теория игры и фантазии» Г. Бейтсон пишет:
Предшествующие фундаментальные работы Уайтхеда и Рассела (Whitehead, Russell, 1910—1913), Витгенштейна (Wittgenstein, 1922), Карнапа (Carnap, 1937), Уорфа (Whorf, 1940) и других, равно как и мои собственные усилия по использованию этих ранних предположений в качестве эпистемологической базы для теории психиатрии (Ruesch, Bateson, 1951), привели к ряду обобщений.
Человеческая вербальная коммуникация может происходить и всегда происходит на многих контрастирующих уровнях абстракции, простирающихся в двух направлениях от кажущегося простым описательного уровня («Кот находится на подстилке»). Одно множество этих уровней (более абстрактных) включает в себя те эксплицитные или имплицитные сообщения, в которых предметом рассуждения является язык. Мы будем называть эти сообщения металингвистическими (например: «Речевой звук „кот“ представляет любого члена такого-то и такого-то класса объектов» или «Слово „кот“ не имеет меха и не царапается»). Сообщения, входящие в другое множество уровней абстракции, мы будем называть метакоммуникативными (например: «Я сказал тебе, где найти кота, по дружбе» или «Это — игра»). В этих случаях предметом рассуждения являются отношения между говорящими.
Нужно отметить, что в большинстве металингвистические и метакоммуникативные сообщения остаются имплицитными; также, особенно в психиатрических собеседованиях, обнаруживается следующий класс имплицитных сообщений относительно того, каким
образом следует интерпретировать дружественные или враждебные метакоммуникативные сообщения…".

## Понятие о метакоммуникации у других исследователей
Антипсихиатрия Р. Лэйнга  рассматривает метакоммуникацию как попытку достижения онтологической защищенности.
Александрова К.А. (Кисляк) — активно развивает метаязык как способ метакоммуникации и язык метанауки, расширяет эти понятия, применяя особенности эмпирического обучения и восприятия. «Психология — это практическая философия». 
«Метаязык уже существует. Это язык метафор, контекстов, подтекстов, жестов, слов, запахов, воспоминаний со всем разнообразием их смыслов. Тот, кто не понимает конкретное слово сейчас так, как его понимает другой, может понять это слово позже именно в том контексте, которое закладывал этот другой.  
Это язык, на котором писатели пишут книги. Каждая книга -  это дневник, который хочет, чтобы его прочитали. Во время общения двух людей эта запись создаётся в реальном времени, сохраняясь в памяти обоих. Это воспоминание. Это книга. Это контекст и подтекст со всеми отсылками сразу. То, что чувствует автор, и то, что чувствует читатель во время чтения конкретных строк - и между строк. Люди общаются иногда и тем, что делятся книгами. 
Когда два человека прочитали одну и ту же книгу, они общаются о этой книге языком автора - он как переводчик между ними. Автор живёт в своей книге. Записывает свое метафорическое видение окружающего мира прямиком из Бессознательного. Это и мир осознанных и обычных снов. В которых мы видим реальный мир через призму нашего собственного метафорического восприятия, собственного уже прожитого опыта. Каждый из нас живёт в своей "реальности", мире, порожденном собственным опытом, знаниями, информацией. Всем тем, что человек принял в свою реальность сознательно, бессознательно или вынужденно (навязано). Увидел, попробовал, ему понравилось - и он оставил это у себя в реальности, переработав под себя и сделав своим.
Метакоммуникация это сонастройка наших реальностей.
В метакоммуникацию входит всё: сказанное (вербальное) и несказанное (невербальное). И то, что мы хотим сказать, и то, что хотим, например, скрыть. Те, кто умеют общаться на более объемном уровне (метауровень), могут "читать" и то и другое одновременно. А ещё это работа левого и правого полушарий мозга одновременно. А это не всем даётся.
Но помимо слов мы общаемся всем своим окружающим пространством. 
Если прийти в гости к другому человеку, мы увидим его внутренний мир во всей обстановке: повторяющиеся цвета, которые ему нравятся, характер вещей, которыми он пользуется. Образ человека в образе его мыслей. Он прослеживается и в одежде. В причёске. В том, какие именно книги он читает, если он вообще ими интересуется, если их не вытеснил, например, телевизор или компьютер. Хотя книги можно читать и в компьютере, и в телефоне, и в планшете, и в электронной книге - сути это не меняет. Суть лишь в том, насколько человек заинтересован в другом человеке (экстраверсия) или же погружен вниманием вглубь лишь себя (интроверсия).
Если у человека амбиверсия - он обращает внимание и на окружающее, и внутрь себя одновременно. Это уровень восприятия всего окружающего мира через себя. Наблюдение и своих реакций на окружение, и другого человека на это. И даже своих реакций на реакции другого человека. 
Так два человека могут общаться посредством метаязыка. Иногда им нужен переводчик. Для интроверта и экстраверта это может быть амбиверт. Он же будет и переводчиком, и учителем метаязыка для конкретно этих двух людей. И участником разговора. И наблюдателем. 
Метакоммуникация проявляется и в тех случаях, когда общаются "гуманитарий" и "технарь", мужчина и женщина, ребенок и взрослый, т.к. может возникнуть конфликт "языкового барьера", также как и в межкультурной коммуникации, хоть люди общаются на одном языке и в одной культуре. Даже угол обзора на одну и ту же вещь может породить такой барьер.» 